# Northrop Grumman

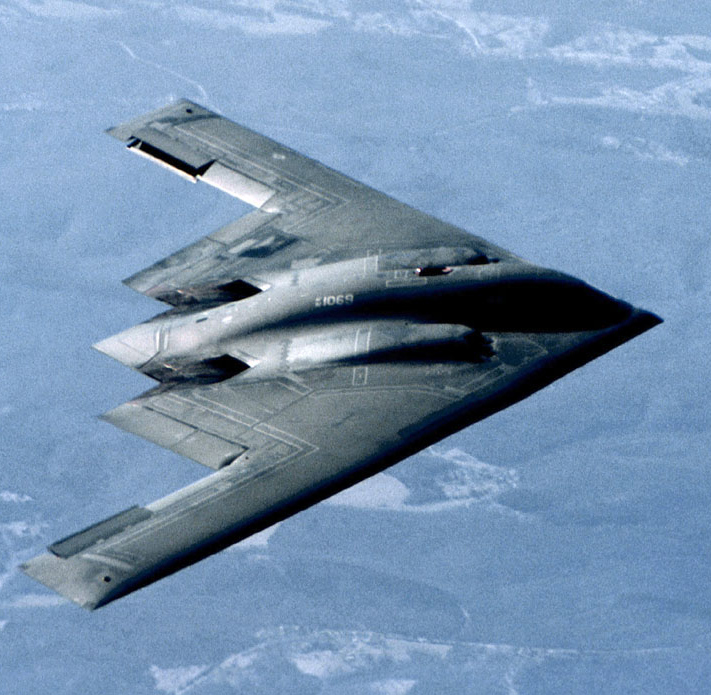
Northrop B-2 Spirit

Northrop Grumman Corporation je nadnárodní korporace, která byla založena v roce 1927 jako Northrop a svůj současný název získala v roce 1994 akvizicí společnosti Grumman. Northrop Grumman má sídlo v Los Angeles (Kalifornie). Jejím současným CEO je Kathy J. Warden a operačním ředitelem David Abney.
Northrop Grumman je čtvrtá největší smluvní strana pro vojenskou obranu (defence contractor) hned po Lockheed Martin, Boeing a BAE Systems, s výnosy přes 23 mld. dolarů a největší výrobce námořních plavidel na světě. Zaměstnává 122 600 zaměstnanců po celém světě. V roce 2007 byly jeho celkové výnosy cca 32 a zisk cca 3 mld amerických dolarů.

## Předmět podnikání
Více než tři čtvrtiny výnosů korporaci generují smlouvy na dodávky vojenské techniky.
Northrop Grumman buduje válečné/letadlové lodě, vojenskou leteckou a námořní techniku, protiraketové obranné systémy a družice. Současně dodává elektronické senzory a vlastní elektronické systémy, které tvoří kolem 20 % jejího prodeje. Northrop Grumman poskytuje i služby a to zejména v oblasti informačních technologií.
Společnost je rovněž významným dodavatelem vesmírné techniky.